# Konrad Plautz
Konrad Plautz (født 16. oktober 1964 i Navis i Østrig) er en fodbolddommer fra Østrig. Han har dømt internationalt siden 1996. Plautz er en af UEFAs elitedommere, som er de højest rangerede dommere i Europa. Han har dømt 23 kampe ved Champions League, fem kampe ved UEFA-cupen og 94 kampe i Bundesligaen i Østrig.
19. december 2007 blev han udtaget som dommer ved EM i fodbold 2008 i hjemlandet Østrig og nabolandet Schweiz.
Plautz er også amatørskuespiller og instruktør på amatørteateret i hjembyen.

## Kampe ved EM 2008 som hoveddommer
- Spanien – Rusland  (gruppespil)
- Schweiz – Portugal  (gruppespil)